# Zvezdan
Zvezdan (en serbe cyrillique : Звездан) est une localité de Serbie située sur le territoire de la ville de Zaječar, district de Zaječar. Au recensement de 2011, elle comptait 1 599 habitants.
Zvezdan, officiellement classé parmi les villages de Serbie, est situé sur les bords du Crni Timok.

## Démographie

### Évolution historique de la population
| 1948  | 1953  | 1961  | 1971  | 1981  | 1991  | 2002  | 2011  |
| ----- | ----- | ----- | ----- | ----- | ----- | ----- | ----- |
| 1 583 | 1 630 | 1 804 | 1 799 | 1 837 | 1 595 | 1 675 | 1 599 |

|  |